# کلچی برایانت
کلچی برایانت (به انگلیسی: Kelci Bryant؛ متولد ۱۵ ژانویه ۱۹۸۹) شیرجه‌زن آمریکایی است. او در مسابقات پرش همزمان ۳ متر شرکت می‌کند. برایانت در بازی‌های المپیک تابستانی ۲۰۰۸ در پکن چین شرکت کرد و با آریل ریتنهاوس در جایگاه چهارم قرار گرفت و در بازی‌های المپیک تابستانی ۲۰۱۲ در لندن، انگلیس به همراه ابیگل جانستون برنده مدال نقره شد. وی دو بار قهرمان NCAA (اتحادیه ملی ورزش دانشگاهی) شده‌است. او در اسپرینگفیلد، ایلینوی به دنیا آمد.